# Looking for Love (September)
Looking for Love è il secondo singolo estratto del secondo album della cantante pop svedese September, In Orbit.
La canzone è stata scritta da Anoo Bhagavan, Nicklas von der Burg e Jonas von der Burg ed è stata prodotta da quest'ultimo.

## Tracce
CD-Maxi (Catchy Tunes 009 [se] / EAN 735001991162)
1. Looking For Love (Radio Version) - 3:25
2. Looking For Love (Extended) - 5:11
3. Looking For Love (Funky Bomb Remix) - 3:48
4. Looking For Love (Funky Bomb Remix Extended) - 5:06

12" Maxi (Do It Yourself DOIT 04.06  [se])
1. Looking For Love (Extended) - 5:08
2. Looking For Love (Radio Version) - 3:23
3. Looking For Love (Funky Bomb Remix Extended) - 5:05
4. Looking For Love (Funky Bomb Remix) - 3:46

12" Maxi (Kontor K600 [de])
1. Looking For Love (Extended Version) - 5:12
2. Looking For Love (Michi Lange Remix) - 7:37

## Classifiche
| Classifica | Posizione raggiunta |
| ---------- | ------------------- |
| Svezia     | 17                  |